# Gugney-aux-Aulx
Gugney-aux-Aulx je francouzská obec v departementu Vosges, v regionu Grand Est, 114 kilometrů od Štrasburku.

## Geografie
Sousední obce: Rapey, Varmonzey, Madegney a Vaubexy.

## Jméno obce
Jméno obce souvisí s česnekem viničným, aulx je množné číslo pro francouzské slovo ail označující česnek, který hojně roste na jejím území. Obec byla v minulosti mnohokrát přejmenována.

## Památky
- kostel svatého Bartoloměje
- kříž Breuil, stojící před radnicí, se sochami patrona obce, svatého Bartoloměje, svatého Dominika a svatého Amého

## Vývoj počtu obyvatel
Počet obyvatel

## Doprava
Nejbližší železniční stanice je v obci Charmes, vzdálené 8,7 kilometrů.